# Podilți, Sambir
Podilți (în ucraineană Подільці) este un sat în comuna Susoliv din raionul Sambir, regiunea Liov, Ucraina.

## Demografie
Componența lingvistică a localității Podilți
     Ucraineană (100%)
Conform recensământului din 2001, toată populația localității Podilți era vorbitoare de ucraineană (100%).